# Esa Seeste
Esa Seeste (4 luglio 1913 – Helsinki, 2 ottobre 1997) è stato un ginnasta finlandese.

## Palmarès

### Olimpiadi
- Bronzo a Berlino 1936 nel concorso a squadre.